# Communauté de communes des Deux Rives (Indre-et-Loire)
Pour les articles homonymes, voir Communauté de communes des Deux Rives.
La communauté de communes des Deux Rives est une ancienne communauté de communes française, située dans le département d'Indre-et-Loire et la région Centre-Val de Loire. Elle a fusionné le 1er janvier 2014 avec la Communauté de communes du Val d'Amboise.

## Géographie

### Composition
Elle est composée des communes suivantes :
| Nom                           | Code Insee | Gentilé       | Superficie (km2) | Population (dernière pop. légale) | Densité (hab./km2) |
| ----------------------------- | ---------- | ------------- | ---------------- | --------------------------------- | ------------------ |
| Saint-Ouen-les-Vignes (siège) | 37230      | Audoniens     | 18,55            | 975 (2022)                        | 53                 |
| Limeray                       | 37131      | Limeriens     | 14,39            | 1 261 (2022)                      | 88                 |
| Lussault-sur-Loire            | 37138      | Lussaudiens   | 9,36             | 890 (2022)                        | 95                 |
| Montreuil-en-Touraine         | 37158      | Montreuillois | 25,09            | 750 (2022)                        | 30                 |
| Mosnes                        | 37161      | Mosnois       | 14,5             | 815 (2022)                        | 56                 |

## Historique
- 30 décembre 1998 : création de la communauté de communes
- 1er janvier 2014: fusion avec la Communauté de communes Val d'Amboise.

## Démographie
La communauté de communes des Deux Rives comptait 4 266 habitants (population légale INSEE) au 1er janvier 2007. La densité de population est de 52,1 hab./km2.

### Évolution démographique
| 1968  | 1975  | 1982  | 1990  | 1999  | 2007  | 2013  | - | - |
| ----- | ----- | ----- | ----- | ----- | ----- | ----- | - | - |
| 2 850 | 2 903 | 3 408 | 3 693 | 3 957 | 4 266 | 4 553 | - | - |

### Pyramide des âges
| Hommes | Classe d’âge | Femmes |
| ------ | ------------ | ------ |
| 0,4    | 90 ans ou +  | 0,9    |
| 6,5    | 75 à 89 ans  | 8,9    |
| 12,8   | 60 à 74 ans  | 12,5   |
| 23,7   | 45 à 59 ans  | 21,5   |
| 22,2   | 30 à 44 ans  | 22,7   |
| 14,4   | 15 à 29 ans  | 13,1   |
| 20     | 0 à 14 ans   | 20,5   |

| Hommes | Classe d’âge | Femmes |
| ------ | ------------ | ------ |
| 0,5    | 90 ans ou +  | 1,4    |
| 6,8    | 75 à 89 ans  | 9,8    |
| 13,1   | 60 à 74 ans  | 13,9   |
| 20,7   | 45 à 59 ans  | 20,1   |
| 20,4   | 30 à 44 ans  | 19,3   |
| 19,6   | 15 à 29 ans  | 19,1   |
| 18,8   | 0 à 14 ans   | 16,4   |

## Politique communautaire

### Représentation

#### Présidents de la communauté de communes
| Période | Période  | Identité     | Étiquette | Qualité |
| ------- | -------- | ------------ | --------- | ------- |
| 1998    | ...      |              |           |         |
| ...     | en cours | Claude Verne |           |         |

### Compétences
- Aménagement de l'espace communautaire
- Développement économique
- Voirie
- Politique du logement social d'intérêt communautaire et action, par des opérations d'intérêt communautaire, en faveur du logement des personnes défavorisées
- La culture et le sport
- Études
- Protection et mise en valeur de l'environnement
- Ordures ménagères
- Actions en faveur de l'enfance et de la jeunesse
- Réalisation et gestion d'une cartographie numérisée, notamment en matière de plans cadastraux
- Dématérialisation des marchés publics

### Identité visuelle
|  | Logo de la Communauté de Communes |

## Pour approfondir

## Sources
- Le splaf - (Site sur la Population et les Limites Administratives de la France)
- La base aspic - (Accès des Services Publics aux Informations sur les Collectivités)